# 경영형 부농
한국사에서 경영형 부농(經營型富農)이란 농업의 합리적인 경영으로 부(富)를 축적하던 조선 후기의 농민층을 가리킨다.

## 개설
17~18세기 이래로 전개되는 소생산자적 농민층의 계층 분화, 봉건적인 신분제의 동요, 봉건 지배층의 토지겸병, 인구 증가, 농업 생산력의 급속한 발달, 유통 경제의 발달 등 종래의 사회 경제 체제 동요 속에 종래의 농민 계층 안에서 새로운 부농층이 등장했다.
이들은 농지 경영에 관하여 여러 가지 기술적인 문제를 개선했으며, 부력(富力)의 증식을 위한 경영 확대를 위해서는 차경지(借耕地)를 보유하기도 했다. 또한 미곡·면포(綿布)·연초·채소·약재 등의 재배를 통하여 상업적인 농업을 경영했으며, 이들의 상업적인 농업은 고용노동에 따른 것이었다.
이러한 사회계층으로서의 농민층은 18세기 말 19세기 초에는 광범위하게 형성되어, 변동기의 사회를 발전적인 각도에서 개혁하게 되었다.

## 같이 보기
- 조선 후기의 농촌 사회
- 조선의 경제